# Lubsza Śląska
Lubsza Śląska – nieczynna stacja kolejowa w Lubszy, w województwie śląskim, w Polsce.